# Champenoux

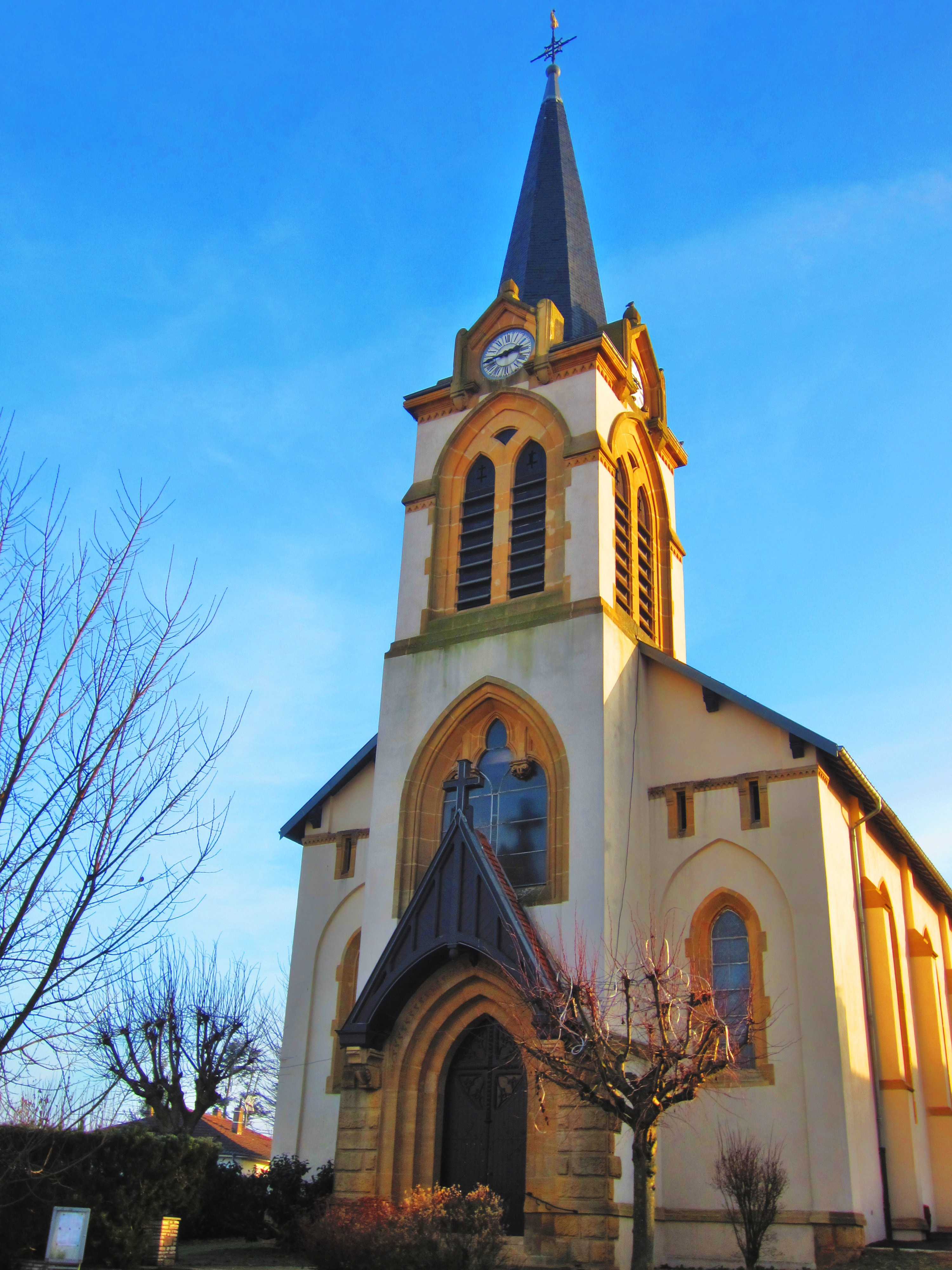
Kościół św. Bartłomieja (2012)

Champenoux – miejscowość i gmina we Francji, w regionie Grand Est, w departamencie Meurthe i Mozela.
Według danych na rok 1990 gminę zamieszkiwało 1041 osób, a gęstość zaludnienia wynosiła 95 osób/km² (wśród 2335 gmin Lotaryngii Champenoux plasuje się na 358. miejscu pod względem liczby ludności, natomiast pod względem powierzchni na miejscu 537.).

## Populacja

Populacja Champenoux w latach 1962–2008